# Pierre Roland Saint-Jean
Pierre Roland Saint-Jean es un exfutbolista haitiano. Fue asistente de Israel Blake en la selección haitiana que luego dirigió como seleccionador interino.

## Carrera como jugador
Disputó toda su carrera profesional en el Baltimore SC de la Liga de fútbol de Haití entre 2001 y 2013. Ganó cuatro campeonatos en 2005 (Apertura), 2006 (Clausura), 2007 (Apertura), 2011 (Apertura).
Fue internacional con Haití donde jugó 14 encuentros y marcó un gol. Disputó la Copa de Oro de la Concacaf 2002 donde llegó a cuartos de final.
| Torneo                          | Sede           | Resultado        |
| ------------------------------- | -------------- | ---------------- |
| Copa de Oro de la Concacaf 2002 | Estados Unidos | Cuartos de final |

## Carrera como entrenador
Pierre Roland Saint-Jean fue asistente del cubano Israel Blake durante la fase final de la Copa de Oro de la Concacaf 2013. Dirigió a la selección haitiana con motivo de un amistoso ante Corea del Sur el 6 de septiembre de 2013.